# كازوهيسا آبي
كازوهيسا آبي (بالإنجليزية: Kazuhisa Abe) هو محامي وقاضي أمريكي، ولد في 18 يناير 1914 في Pepeʻekeo, Hawaii ‏ في الولايات المتحدة، وتوفي في 18 مايو 1996.